# دونس (خواننده)
دونس (به انگلیسی: Dons) با نام اصلی آرتور شینگریس (به انگلیسی: Artūrs Šingirejs) (زاده ۱۰ آوریل ۱۹۸۴) خواننده و ترانه‌سرا اهل لتونی است.
او نماینده لتونی در یوروویژن ۲۰۲۴ بود.